# Distri
distri (vormals Distributionz) ist ein deutscher Vertrieb, Versandhändler, Webshop und Independent-Label mit Sitz in Osnabrück. Der hauseigene Online-Shop läuft weiterhin unter dem Namen distributionz.com.

## Geschichte
distri wurde unter dem Namen Distributionz 2001 von Jonas Okunorobo gegründet, um deutschen Underground-Rap anzubieten. Von Beginn an arbeitete man mit umstrittenen Künstlern aus dem deutschen Underground zusammen, so zum Beispiel Frauenarzt, King Orgasmus One und MC Basstard sowie deren Labels Bassboxx, I Luv Money Records und Horrorkore Entertainment. Die ersten Releases von Künstlern wie den Atzen, Massiv und Bass Sultan Hengzt wurden über Distributionz vertrieben. Inzwischen vertreibt distri diverse Labels und Künstler, ist ein Allround-Dienstleister für Vertrieb (physisch und digital), Label & Verlag, Marketing, Promotion & Management sowie Herstellung und Produktion von Tonträgern und Merch-Artikeln.
Insbesondere durch die Aufnahme von diversen Veröffentlichungen des Labels Hirntot Records kam es zu diversen Hausdurchsuchungen bei Distributionz Records. Eine Anklage gab es wegen des Albums Friss oder stirb von Blokkmonsta, Schwartz und Dr. Jekyll, die jedoch in einem Freispruch endete. Neben Vertrieb und Produktion einzelner Alben übernimmt Distributionz auch die Promotion für seine Künstler und investiert in Videoclips.
Größter finanzieller Erfolg waren um 2005/2006 die Alben von Frauenarzt, der nach Auskunft des Labels 10.000 Einheiten absetzen konnte. Juni 2012 wurde Distributionz von Amazon.de zum „Label des Monats“ gekürt, nachdem sich die Alben Brille von DCVDNS, Abgelehnt von Baba Saad, Narkotic von SadiQ und Dú Maroc sowie Was die Zeit bringt von Kontra K gut verkauft haben. Seit 2012 platzieren sich Alben des Labels regelmäßig in den Charts.
Nach der Umfirmirung von Distributionz auf distri erfolgte im September 2014 zudem die Gründung eines eigenen Labels namens VOYZ für den Bereich Urban. Die ersten Interpreten, die unter Vertrag genommen wurden, sind der aus dem Eko-Fresh-Umfeld bekannte Ado Kojo und der Dortmunder Laruzo.
Im März 2015 nahm man außerdem das Berliner Duo Puls unter Vertrag, das zuvor bei Universal unter Vertrag war, nachdem man zuvor Ado Kojo an Universal abgegeben hatte.
Anfang 2016 gründete distri zudem mit Distri Records ein eigenes Label für deutschsprachigen Rap, erster Künstler unter Vertrag ist der Essener Rapper Pedaz. Im selben Jahr veröffentlichen sie das Album "Mitte des Blocks" von Sinan49 aus Hannover.
Viele Gründungen von Untergrund-Gruppen beruhen auf Distributionz.

## Ehemalige und aktuelle Künstler (Auswahl)
Auf distri haben unter anderem folgende Künstler Musik veröffentlicht:
- 187 Strassenbande
- 4.9.0 Friedhof Chiller
- AchtVier
- Ado Kojo
- Akkurat
- Al-Gear
- Animus
- Antifuchs
- Ardian Bujupi
- Automatikk
- Baba Saad
- Bass Sultan Hengzt
- Basstard
- Blokkmonsta
- Bonez MC
- Bozza
- Capkekz
- Crystal F
- D-Bo
- Damion Davis
- DCVDNS
- Dú Maroc
- EstA
- Frauenarzt
- Gio
- Gorex
- Gzuz
- Herzog
- Inglebirds
- Jindo109
- Jazn
- JokA
- Kaisa
- Karate Andi
- Kontra K
- Koree
- Laruzo
- Laskah
- Manny Marc
- MC Bogy
- MXP
- Nicone
- P.M.B.
- Pedaz
- PTK
- Puls030
- Punch Arogunz
- RAF Camora
- Ruffiction
- Sa4
- Sadi Gent
- SadiQ
- Sinan49
- TaiMO
- Toni der Assi
- Zombiez

## Labels im Vertrieb (Auswahl)
- Distri Records
- Voyz
- Bassboxxx
- BombenProdukt
- Halunkenbande
- Hirntot Records
- PressPlay
- Steuerfreimoney
- High & hungrig Ent.
- Horrorkore Entertainment
- Spoken View
- DePeKa Records
- I Luv Money Records
- 4.9.0 Studioz
- Clan Music
- Top Jam
- Ruffiction Productions
- Milfhunter Records

## Diskografie
Alben mit Chartplatzierungen

| Jahr | Titel Interpret                                | Höchstplatzierung, Gesamtwochen, AuszeichnungChartplatzierungen (Jahr, Titel, Interpret, Platzierungen, Wochen, Auszeichnungen, Anmerkungen) | Höchstplatzierung, Gesamtwochen, AuszeichnungChartplatzierungen (Jahr, Titel, Interpret, Platzierungen, Wochen, Auszeichnungen, Anmerkungen) | Höchstplatzierung, Gesamtwochen, AuszeichnungChartplatzierungen (Jahr, Titel, Interpret, Platzierungen, Wochen, Auszeichnungen, Anmerkungen) | Anmerkungen                              |
| Jahr | Titel Interpret                                | DE | AT | CH | Anmerkungen                              |
| ---- | ---------------------------------------------- | --- | --- | --- | ---------------------------------------- |
| 2012 | Brille DCVDNS                                  | DE57 (1 Wo.)DE | — | — | Erstveröffentlichung: 24. Februar 2012   |
| 2012 | Narkotic SadiQ & Dú Maroc                      | DE53 (1 Wo.)DE | — | CH92 (1 Wo.)CH | Erstveröffentlichung: 11. Mai 2012       |
| 2012 | Roboblokk Blokkmonsta                          | DE34 (1 Wo.)DE | — | — | Erstveröffentlichung: 31. August 2013    |
| 2012 | Krampfhaft kriminell Bonez MC                  | DE60 (1 Wo.)DE | — | — | Erstveröffentlichung: 16. November 2012  |
| 2013 | Von Brate für Brate Toni der Assi              | DE68 (1 Wo.)DE | AT68 (1 Wo.)AT | — | Erstveröffentlichung: 15. März 2013      |
| 2013 | SDoppelAD Baba Saad                            | DE63 (1 Wo.)DE | AT62 (1 Wo.)AT | — | Erstveröffentlichung: 5. April 2013      |
| 2013 | Block Bladi Gentleman Dú Maroc                 | DE57 (1 Wo.)DE | — | — | Erstveröffentlichung: 24. Mai 2013       |
| 2013 | Aufstand AchtVier                              | DE39 (1 Wo.)DE | — | — | Erstveröffentlichung: 14. Juni 2013      |
| 2013 | EstAtainment EstA                              | DE11 (1 Wo.)DE | AT40 (1 Wo.)AT | — | Erstveröffentlichung: 28. Juni 2013      |
| 2013 | 12 Runden Kontra K                             | DE8 (1 Wo.)DE | — | — | Erstveröffentlichung: 6. September 2013  |
| 2013 | Der Wolf im Schafspelz DCVDNS                  | DE12 (3 Wo.)DE | AT41 (1 Wo.)AT | CH72 (1 Wo.)CH | Erstveröffentlichung: 20. September 2013 |
| 2014 | Carnivora Punch Arogunz                        | DE15 (1 Wo.)DE | AT44 (1 Wo.)AT | — | Erstveröffentlichung: 31. Januar 2014    |
| 2014 | Zilet Toni der Assi                            | DE69 (1 Wo.)DE | AT74 (1 Wo.)AT | — | Erstveröffentlichung: 14. Februar 2014   |
| 2014 | Pilsator Platin Karate Andi                    | DE24 (1 Wo.)DE | — | — | Erstveröffentlichung: 21. Februar 2014   |
| 2014 | Eine drogenlose Frechheit Herzog               | DE8 (1 Wo.)DE | AT40 (1 Wo.)AT | — | Erstveröffentlichung: 28. März 2014      |
| 2014 | Wieder mal angeklagt Al-Gear                   | DE8 (2 Wo.)DE | AT16 (1 Wo.)AT | CH22 (1 Wo.)CH | Erstveröffentlichung: 23. Mai 2014       |
| 2014 | High & hungrig Gzuz & Bonez MC                 | DE9 (3 Wo.)DE | AT28 (1 Wo.)AT | CH36 (1 Wo.)CH | Erstveröffentlichung: 23. Mai 2014       |
| 2014 | Ruffnecks Ruffiction                           | DE21 (1 Wo.)DE | — | — | Erstveröffentlichung: 13. Juni 2014      |
| 2014 | Einer muss es ja Tune 4tune                    | DE28 (1 Wo.)DE | — | — | Erstveröffentlichung: 4. Juli 2014       |
| 2014 | Das Leben ist Saadcore Baba Saad               | DE10 (1 Wo.)DE | — | CH42 (1 Wo.)CH | Erstveröffentlichung: 25. Juli 2014      |
| 2014 | Wohlstand AchtVier                             | DE19 (1 Wo.)DE | — | CH78 (1 Wo.)CH | Erstveröffentlichung: 1. August 2014     |
| 2014 | #UDED Koree                                    | DE24 (1 Wo.)DE | AT43 (1 Wo.)AT | CH65 (1 Wo.)CH | Erstveröffentlichung: 29. August 2014    |
| 2014 | Blokkhaus Blokkmonsta                          | DE10 (1 Wo.)DE | — | — | Erstveröffentlichung: 19. September 2014 |
| 2014 | Big Bad Birds Inglebirds                       | DE18 (1 Wo.)DE | — | — | Erstveröffentlichung: 7. November 2014   |
| 2015 | Intravenös Dú Maroc                            | DE79 (1 Wo.)DE | — | — | Erstveröffentlichung: 16. Januar 2015    |
| 2015 | Der Sampler 3 187 Strassenbande                | DE2 (3 Wo.)DE | AT16 (1 Wo.)AT | CH18 (1 Wo.)CH | Erstveröffentlichung: 30. Januar 2015    |
| 2015 | Purpur Animus                                  | DE54 (1 Wo.)DE | — | — | Erstveröffentlichung: 6. Februar 2015    |
| 2015 | Mintgold Sadi Gent                             | DE34 (1 Wo.)DE | — | — | Erstveröffentlichung: 9. Mai 2015        |
| 2015 | Meister der Zeremonie Basstard                 | DE24 (1 Wo.)DE | — | — | Erstveröffentlichung: 26. Juni 2015      |
| 2015 | Frontal Punch Arogunz                          | DE18 (1 Wo.)DE | AT63 (1 Wo.)AT | — | Erstveröffentlichung: 3. Juli 2015       |
| 2015 | Frieden Ruffiction                             | DE9 (1 Wo.)DE | AT69 (1 Wo.)AT | — | Erstveröffentlichung: 3. Juli 2015       |
| 2015 | Schön Kaputt Sondaschule                       | DE8 (1 Wo.)DE | — | — | Erstveröffentlichung: 24. Juni 2015      |
| 2015 | Augenzeuge JokA                                | DE22 (1 Wo.)DE | AT45 (1 Wo.)AT | CH45 (1 Wo.)CH | Erstveröffentlichung: 4. September 2015  |
| 2015 | Dopeboy mit Metallic Flow Kaisa                | DE21 (1 Wo.)DE | — | — | Erstveröffentlichung: 18. September 2015 |
| 2015 | Molotov AchtVier                               | DE16 (1 Wo.)DE | AT61 (1 Wo.)AT | CH48 (1 Wo.)CH | Erstveröffentlichung: 25. September 2015 |
| 2015 | Trip Laskah                                    | DE75 (1 Wo.)DE | — | — | Erstveröffentlichung: 16. Oktober 2015   |
| 2015 | EHFD Herzog                                    | DE30 (1 Wo.)DE | — | — | Erstveröffentlichung: 23. Oktober 2015   |
| 2016 | HT100 Hirntot Records                          | DE8 (1 Wo.)DE | — | — | Erstveröffentlichung: 1. April 2016      |
| 2016 | 50/50 AchtVier & Said                          | DE29 (1 Wo.)DE | — | — | Erstveröffentlichung 8. April 2016       |
| 2016 | Schwermetall Pedaz                             | DE47 (1 Wo.)DE | — | — | Erstveröffentlichung: 22. April 2016     |
| 2016 | Beastmode II Animus                            | DE26 (1 Wo.)DE | AT52 (1 Wo.)AT | CH50 (1 Wo.)CH | Erstveröffentlichung: 29. April 2016     |
| 2016 | Rapsodët n’Rap t’Sotit Mc Kresha & Lyrical Son | — | — | CH4 (6 Wo.)CH | Erstveröffentlichung: 10. Juni 2016      |
| 2016 | Mieser Fieser Kaisaschnitt                     | DE21 (1 Wo.)DE | — | — | Erstveröffentlichung: 19. August 2016    |
| 2016 | Bang Bang HB13                                 | DE6 (1 Wo.)DE | AT16 (1 Wo.)AT | CH40 (1 Wo.)CH | Erstveröffentlichung: 19. August 2016    |
| 2016 | Narben Crystal F                               | DE10 (1 Wo.)DE | AT50 (1 Wo.)AT | — | Erstveröffentlichung: 26. August 2016    |
| 2016 | Vollbluthustler Herzog                         | DE4 (2 Wo.)DE | AT16 (1 Wo.)AT | CH67 (1 Wo.)CH | Erstveröffentlichung: 2. September 2016  |
| 2017 | Zahltag Gio                                    | DE46 (1 Wo.)DE | AT50 (1 Wo.)AT | — | Erstveröffentlichung: 10. März 2017      |
| 2017 | Horner Corner TaiMO                            | DE56 (1 Wo.)DE | — | — | Erstveröffentlichung: 14. April 2017     |
| 2017 | Malocherattitüde Pedaz                         | DE55 (1 Wo.)DE | — | — | Erstveröffentlichung: 26. Mai 2017       |
| 2017 | Melodia Ardian Bujupi                          | DE57 (1 Wo.)DE | AT70 (1 Wo.)AT | CH26 (1 Wo.)CH | Erstveröffentlichung: 9. Juni 2017       |
| 2017 | Ungerächte Welt PTK                            | DE20 (1 Wo.)DE | — | — | Erstveröffentlichung: 30. Juni 2017      |
| 2017 | Mr. F AchtVier                                 | DE21 (1 Wo.)DE | AT63 (1 Wo.)AT | CH84 (1 Wo.)CH | Erstveröffentlichung: 1. September 2017  |
| 2017 | Flüsse aus Blut 2 Blokkmonsta & Schwartz       | DE44 (1 Wo.)DE | — | — | Erstveröffentlichung: 15. September 2017 |
| 2017 | Neue Deutsche Quelle Sa4                       | DE3 (4 Wo.)DE | AT2 (1 Wo.)AT | CH23 (1 Wo.)CH | Erstveröffentlichung: 17. Oktober 2017   |
| 2018 | Ausnahmezustand Ruffiction                     | DE3 (1 Wo.)DE | AT18 (1 Wo.)AT | — | Erstveröffentlichung: 16. März 2018      |
| 2018 | Tai till i die TaiMO                           | DE38 (1 Wo.)DE | — | — | Erstveröffentlichung: 6. April 2018      |
| 2018 | Hirntot Originals Blokkmonsta & Perverz        | DE30 (1 Wo.)DE | — | — | Erstveröffentlichung: 13. Juli 2018      |

Singles mit Chartplatzierungen

| Jahr | Titel Interpret                                                  | Höchstplatzierung, Gesamtwochen, AuszeichnungChartplatzierungen (Jahr, Titel, Interpret, Platzierungen, Wochen, Auszeichnungen, Anmerkungen) | Höchstplatzierung, Gesamtwochen, AuszeichnungChartplatzierungen (Jahr, Titel, Interpret, Platzierungen, Wochen, Auszeichnungen, Anmerkungen) | Höchstplatzierung, Gesamtwochen, AuszeichnungChartplatzierungen (Jahr, Titel, Interpret, Platzierungen, Wochen, Auszeichnungen, Anmerkungen) | Anmerkungen                              |
| Jahr | Titel Interpret                                                  | DE | AT | CH | Anmerkungen                              |
| ---- | ---------------------------------------------------------------- | --- | --- | --- | ---------------------------------------- |
| 2013 | One Touch Dú Maroc feat. Jonesmann                               | DE66 (1 Wo.)DE | — | — | Erstveröffentlichung: 1. März 2013       |
| 2013 | Eigentlich wollte Nate Dogg die Hook singen DCVDNS               | DE70 (1 Wo.)DE | — | — | Erstveröffentlichung: 20. September 2013 |
| 2014 | Joko Diss Eko Fresh, Frauenarzt, Manny Marc & Bass Sultan Hengzt | DE24 (2 Wo.)DE | AT18 (2 Wo.)AT | CH35 (1 Wo.)CH | Erstveröffentlichung: 15. April 2014     |
| 2015 | Du liebst mich nicht Ado Kojo feat. Shirin David                 | DE6 (10 Wo.)DE | AT08 (6 Wo.)AT | CH20 (1 Wo.)CH | Erstveröffentlichung: 9. Januar 2015     |
| 2017 | Mein Herz Pietro Lombardi                                        | DE12 (1 Wo.)DE | AT15 (1 Wo.)AT | CH27 (1 Wo.)CH | Erstveröffentlichung: 6. Januar 2017     |
| 2017 | Schnell machen Sa4 feat. Bonez MC & Gzuz                         | DE11 (6 Wo.)DE | AT25 (2 Wo.)AT | CH36 (2 Wo.)CH | Erstveröffentlichung: 13. Oktober 2017   |
| 2017 | Rush Hour Sa4                                                    | DE59 (2 Wo.)DE | — | — | Erstveröffentlichung: 27. Oktober 2017   |